# الحماسين
الحماسين أو هماسين (بالجعزية: ሓማሴን) هي مقاطعة تاريخية مركزها مدينة أسمرة الإريترية الحالية. يُعتقد أنها هي المنطقة التي ورد اسمها في النقوش المصرية القديمة التي تصف الرحلات إلى بلاد بونت باسم «أماسو».
قُسّمت المقاطعة سنة 1996 بين مناطق ميكيل وديبوب والبحر الأحمر شمال والقاش وبركة وعنسبا الحالية، ويدين معظم سكان الحماسين بالمسيحية على مذهب الكنيسة الأرثوذكسية المشرقية، وينتمون إلى كنيسة التوحيد الأرثوذكسية الإريترية، إلى جانب أقلية لا بأس بها من المسلمين السنة والكاثوليك واللوثريين.